# Сны Алисы
«Сны Али́сы» — российский мистический телесериал Андрея Джунковского и Ильи Овсенева с Алиной Гвасалия в главной роли. Производством проекта занималась компания 1-2-3 Production.
Премьера двух первых серий состоялась в онлайн-кинотеатре Premier 7 декабря 2023 года. Новые серии размещались еженедельно по четвергам. Заключительная серия вышла 18 января 2024 года.
Телевизионная премьера телесериала запланирована на телеканале «ТВ-3».

## Сюжет
Существует поверье, что несколько веков назад обвинённых в колдовстве отправляли в далёкий город на севере России. Все, кто пытался разыскать это место, бесследно исчезали. 
В наши дни у 17-летней старшеклассницы Алисы — серьёзные проблемы в школе и с мамой, а еще ей снятся страшные сны, предсказывающие будущее. Алиса мечтает сбежать из дома вместе с близкой подругой Викой и начать новую жизнь, но маленький северный город с секретным военным объектом неподалёку, никогда и никого не отпускает за свои пределы.

## Актёры и роли

### В главных ролях
| Актёр             | Роль                          |
| ----------------- | ----------------------------- |
| Алина Гвасалия    | Алиса                         |
| Екатерина Вилкова | Ира мама Алисы, майор юстиции |
| Денис Шведов      | Костя                         |

### В ролях
| Актёр               | Роль                                                         |
| ------------------- | ------------------------------------------------------------ |
| Павел Ворожцов      | Кирилл                                                       |
| Александра Ребенок  | Марина                                                       |
| Дарья Екамасова     | Таня                                                         |
| Алексей Розин       | Серёжа папа Вики, любовник Иры, сотрудник ракетного полигона |
| Юлия Мельникова     | Аня                                                          |
| Таисья Калинина     | Саша                                                         |
| Василина Юсковец    | Вика лучшая подруга Алисы                                    |
| Евгений Егоров      | Дима                                                         |
| Матвей Новиков      | Стёпа                                                        |
| Кирилл Полухин      | Седой                                                        |
| Ростислав Бершауэр  | Николай                                                      |
| Евгений Харитонов   | Миша                                                         |
| Елена Морозова      | бабка Димы                                                   |
| Екатерина Стулова   | Света                                                        |
| Полина Ауг          | медсестра                                                    |
| Варвара Феофанова   | Буторина                                                     |
| Глеб Ефремов        | Селиверстов                                                  |
| Мария Чукальская    | Дорохова                                                     |
| Анастасия Агафонова | Алиса в детстве                                              |

## История создания
Съёмки сериала начались в декабре 2019 года и продолжались в течение четырёх лет. Они проходили исключительно зимой, в снежную погоду.
Снимали сериал в карельском городе Костомукше, а затем в Москве и Подмосковье. Съёмочный процесс приостанавливали из-за пандемии коронавируса, а затем и по независящим от команды причинам.
17 июля 2022 года прошёл первый в России публичный показ пилотной серии в рамках IV фестиваля сериалов «Пилот» в Иваново.
29 ноября 2023 года в московском кинотеатре «Художественный» прошла светская премьера сериала.
4 декабря 2023 года в петербургском киноцентре «Ленфильм» прошёл предпремьерный показ сериала.
Специально к выходу сериала в декабре 2023 года художник Лев Кайс на трамвайной остановке у сквера имени Я.М. Свердлова в Нижнем Новгороде создал арт-инсталляцию из верёвок красного цвета с надписью «Пусть это будет сон».

## Международное признание
В январе 2021 года «Сны Алисы» был включён в топ самых интересных сериалов с наибольшим маркетинговым потенциалом по версии отборочного комитета кинорынка Berlinale Series Market и эксклюзивно представлен международной аудитории в Германии в марте 2021 года вместе с 11 другими проектами со всего мира, также получившими премиальный статус Berlinale Series Market Selects («Выбор Berlinale Series Market»). В их числе – сериалы из Испании, Великобритании, Дании, Германии, Италии, Франции, Нидерландов, Норвегии, Австралии и Канады..
В сентябре 2021 года проект вошёл в основной конкурс международного фестиваля сериалов Canneseries, который проходил в Каннах в октябре 2021 года. Членам жюри было представлено 10 сериалов из Италии, Норвегии, Германии, Израиля, Финляндии и Аргентины. «Сны Алисы» там был единственным проектом от России.
В октябре 2021 года сериал попал в конкурс Compétition internationale séries XXVII Женевского международного кинофестиваля, который проходил в ноябре 2021 года. Наряду с Россией в конкурсе было представлено 10 проектов из США, Италии, Венгрии, Исландии, Словении и других стран.
В июле 2022 года сериал попал в конкурсную программу IV фестиваля сериалов «Пилот» в Иваново.

## Призы и награды
- 2022 — приз «Лучшая актриса» (Василина Юсковец) на IV фестивале сериалов «Пилот» в Иваново[15].

## Мнения о сериале
Сериал получил неоднозначные оценки критиков и журналистов.
- Павел Воронков, «Газета.ru»:

Крайне сумбурный сериал, во многом с кашей вместо текста, однако до ужаса атмосферный и стильный.
- Ольга Белик, «Кинопоиск»:

Повествование тонет под всеми сюжетными линиями и деталями, и до финала серии с мистически-детективной завязкой всего сезона доживаешь с трудом. Спасает то, как роскошно это всё снято: авторы мастерски погружают зрителей в безысходную ловушку маленького города.
- Паша Яблонский, «Большой город»:

Это красиво, это страшно, и тут прекрасная актёрская игра главных героинь.
- Александр Логинов, GameMag:

При том, что авторы вываливают на зрителя огромное количество сюжетных линий и событий сразу в первом эпизоде, дальнейшая история медленно распутывает этот клубок, сужая количество подозреваемых и открывая новые фрагменты истории. Местами переизбыток информации играет с создателями плохую шутку, создавая сюжетные дыры. Впрочем, большинство из них прекрасно закрывается в следующих эпизодах. Некоторые фрагменты кажутся лишними или отвлекающими, а взаимоотношения персонажей вызывают некоторые вопросы. Но даже на фоне общей сумбурности "Сны Алисы" генерируют такой уровень напряжения, что невозможно оторваться от экрана. Вы реально сопереживаете Алисе или девочке Саше в критические моменты сюжета, а переходы в мир сновидений наполняют историю сюрреализмом.
- Виктория Стаценко, RT:

Вероятно, имя для главной героини было выбрано неслучайно. Алиса и её сны отсылают к известному литературному произведению Льюиса Кэрролла «Алиса в Стране чудес». Правда, Страна чудес сериальной героини ещё более холодная и кошмарная. Алиса живёт в двух мирах: реальном и сновиденческом, но ни в одном из них её душе и разуму нет покоя.
- Вера Цветкова, «Независимая газета»:

Мистический триллер на основе подростковой драмы и мрачный неонуар, очень атмосферно снятый.
- Василий Степанов, «Коммерсантъ»:

С одной стороны, это кино про парадоксы подросткового сознания в контексте не просто взрослой, но скорее паранормальной жизни (в чём-то "Очень странные дела", но по русской традиции куда мрачнее). С другой — это попытка освоить мифологию русского и финно-угорского Севера. Был такой сериал про пермскую нежить под названием "Территория", и "Сны Алисы" отдают похожей этномистикой с рунами и бубнами. Ну и в-третьих, данный проект — очередная попытка переставить на отечественные рельсы феномен "скандинавского нуара". Снега у нас завались, и с насилием тоже очевидные проблемы. Так что желание закономерное. Однако "Сны Алисы", как и "Мёртвое озеро" Романа Кантора и Романа Прыгунова, "Замёрзших" Адильхана Ержанова или "Мёрзлую землю" Оксаны Карас, едва ли можно признать стопроцентно удачными. Слишком уж условная мистика размывает стереотипную, уставшую от чрезмерного употребления социальную фактуру с госслужбой и домашним насилием. 
- Леонид Кискаркин, «Вокруг ТВ»:

Прежде всего это крепкий, хорошо выстроенный детектив, где герои получают информацию не самыми обычными способами, но при этом используют привычную нам логику, чтобы связать воедино зацепки, чтобы попытаться понять, что происходит в этом забытом Богом городе, и кто виноват в его бедах, так что зритель тоже может формулировать собственные теории — пищи к размышлению ему подкидывают более чем достаточно. Жуткие сны, бьющий по нервам саундтрек и чёрно-красно-белая палитра работают на создание гнетущей атмосферы, но не отвлекают от главного — большой загадки, лежащей в сердце этого проекта.
- Карина Назарова, «Канобу»:

Этот сериал является очень качественно проделанным упражнением в жанре фолк-хоррора. Это пока действительно один из лучших ужасов, что снимали в наших широтах — он тягучий, зловещий, психоделический, действующий на нервы и путающий восприятие. А главное — кинотекст сериала получился очень универсальным, не привязанным к месту, людям, к конкретной стране, к конкретным проблемам.